# Al-Ghazālī

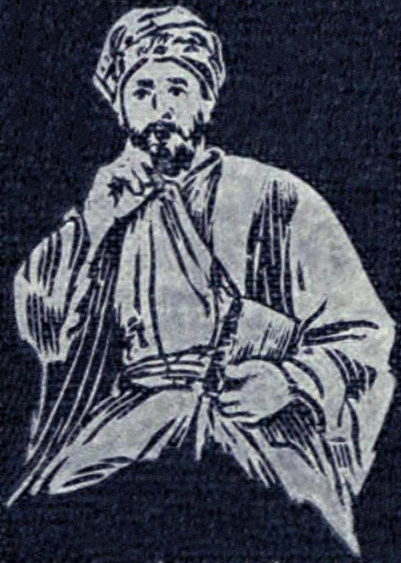
Al-Ghazālī

Abū Hāmid Muhammad ibn Muhammad al-Ghazālī (arabisch أبو حامد محمد بن محمد الغزّالي, DMG Abū Ḥāmid Muḥammad bin Muḥammad al-Ġazzālī; persisch ابو حامد محمد غزالی, DMG Abū Ḥāmed Moḥammad-e Ġaz(z)ālī), kurz Al-Ghaz(z)āli, auch Algazeli, latinisiert Algazelus und Algazel (geboren 1055 oder 1056 in Tūs bei Maschhad; gestorben am 19. Dezember 1111 ebenda), mit den ehrenden Beinamen Imam und Hodschatoleslam, war ein persischer Theologe, Philosoph und Mystiker.
Al-Ghazālī zählt zu den bedeutendsten religiösen Denkern des Islams. Ihm ist die Einführung der aristotelischen Logik und Syllogistik in die islamische Jurisprudenz und Theologie zu verdanken. In seiner Philosophie vertrat er gleichwohl einen religiös motivierten Skeptizismus, der die Wahrheiten des Glaubens und der Offenbarung mit den Mitteln des philosophischen Zweifels gegen den Wahrheitsanspruch der Philosophie verteidigt. Während er einerseits für den Untergang der Philosophie im islamischen Osten (im Gegensatz zum islamischen Spanien, wo sie aufblühte) verantwortlich gemacht wird, bewirkte er auf der anderen Seite eine Wiederbelebung der Theologie, insbesondere der sunnitischen Orthodoxie.
Aufgrund der Rezeption al-Ghazālīs durch Averroes und jüdische Gelehrte hatte jener einen signifikanten Einfluss auf die lateinische Tradition des Mittelalters.

## Leben
Spätere islamische Historiker des Mittelalters schreiben, dass al-Ghazālī 1058 oder 1059 geboren sei. Allerdings geben Altersangaben in seinen Briefen und seine Autobiographie Anlass dazu, anzunehmen, dass er 1055 oder 1056 geboren wurde.
Al-Ghazālī empfing seine Früherziehung gemeinsam mit seinem jüngeren Bruder Ahmad al-Ghazālī in ihrer Geburtsstadt Tūs. Später lernte Muhammad bei al-Dschuwainī an der Nizamiyya-Madrasa im nahen Nischapur. 1091 berief ihn Nizām al-Mulk an die Nizamiyya-Madrasa in Bagdad, wo er als Rechtslehrer auftrat. Zusätzlich dazu, dass er einer der Vertrauten des Seldschukensultans war, knüpfte er enge Verbindungen zum Hofe des Kalifen in Bagdad. Unter dem Einfluss sufischer Literatur kam al-Ghazālī zu dem gedanklichen Ergebnis, dass der Dienst für die militärische und politische Elite nicht mit einem aus religiöser Sicht tugendhaften Leben vereinbar war. So verließ er 1095 Bagdad. Zu dieser Zeit war er bereits der einflussreichste Intellektuelle seiner Zeit. Hernach ging er nach Damaskus und Jerusalem und schwor am Grabe Abrahams in Hebron, nie wieder der politischen Autorität oder einer staatlichen Schule zu dienen. Allerdings lehrte er an privaten Schulen. 1096 vollbrachte er die Hadsch und zog über Damaskus und Bagdad zurück in seine Heimatstadt Tūs. Dort gründete er eine kleine Privatschule und ein Sufikloster. 1106 brach al-Ghazālī seinen Eid und lehrte an der Nizamiyya-Madrasa in Nischapur. Aus diesem Anlass verfasste er zwischen 1106 und 1109 die apologetische Autobiographie al-Munqiḏ min aḍ-ḍalāl („Der Erretter vom Irrtum“).

## Lehre

### Haltung zur Philosophie
Ghazalis Haltung zur Philosophie war zwiespältig: Einerseits zeugen seine Werke von einer gründlichen Kenntnis der griechischen und islamischen Philosophie, andererseits lehnte er die Philosophie als eigenen Weg zur Wahrheit ab und warf Vorgängern wie den philosophierenden Muslimen Avicenna und al-Fārābī vor, durch ihre unkritische Adaption der heidnischen aristotelischen und platonischen Philosophie (dort speziell der Metaphysik) den islamischen Glauben zu verderben. Besonders gegen den Emanationismus, der das notwendige Hervorgehen der Welt aus Gott auf dem Weg über den Intellekt und in Verbindung damit auch die Ewigkeit der Welt lehrte, verteidigte er die durch die koranische Offenbarung verbürgte göttliche Erschaffung und Zeitlichkeit der Welt, indem er den Philosophen das Recht absprach, ihr Prinzip der Kausalität auch auf den jenseitigen Gott anzuwenden.
In seinem kurz vor 1095 verfassten Buch Die Inkohärenz der Philosophen befand Ghazālī, dass viele Lehren der Aristoteliker einer argumentativen Kritik nicht standhielten. Am Ende seiner Schrift verurteilt er sie, ähnlich wie in Der Erretter aus dem Irrtum (arabisch al-Munqiḏ min aḍ-ḍalāl) Sokrates, Plato und Aristoteles „nebst ihrer Partei, als da sind die philosophierenden Muslime wie Avicenna, al-Fārābī und ihresgleichen“ als Ungläubige:

„Wir sagen: Man muss sie aufgrund von drei Lehren als Ungläubige verurteilen: Erstens aufgrund der Lehre der Ewigkeit der Welt, und dass Substanzen alle ewig seien. Zweitens, aufgrund der Lehre, dass Gott – erhaben ist er – keine Kenntnis der Partikularia hat, die von den Individuen in der Zeit erschaffen werden. Und drittens aufgrund ihrer Leugnung der Auferstehung und Versammlung der Körper (im Jenseits).
Dies sind die drei Lehren, die auf keine Weise zum Islam passen. Wer sich zu ihnen bekennt, meint, die Propheten – Gott möge sie segnen – würden lügen. (Er meint), sie würden ihre Botschaft auf jeweils angemessener Weise darlegen und dabei Gleichnisse für die ungebildete Masse benutzen, damit sie es verstehe. Dies ist eindeutiger Unglaube, zu dem sich niemand bekennt, der zu den Glaubensgruppen des Islams gehört.“

Al-Ghazālī versuchte in seinem Weltbild eine Synthese vom göttlichen Determinismus mit dem menschlichen freien Willen:
- Auf der obersten Stufe befindet sich der stets selbsterhaltende Gott.
- Auf unterster Ebene ist die materielle Welt, die von Gott vorherbestimmt ist.
- Dazwischen liegt die Welt der Menschen, deren Seele und Selbst durch den freien Willen geprägt ist. Gott gibt dem Menschen Ideen und Neigungen, aber die folgenden Taten obliegen einzig dem Menschen. (In der Stanford-Enzyklopädie wird aber al-Ghazālī eher als Determinist beschrieben.)

Wenngleich er aschʿaritische Positionen in der Dogmatik vertrat, so gab er sich doch mit der bloßen Vernunft als Erkenntnisquelle nicht zufrieden und lehrte den Weg zu einem Gottesbewusstsein, das aus dem Herzen entspringt, um „sich von den unislamischen Einflüssen des Verstandes zu lösen“. Mit dieser Haltung ebnete er antirationalen Tendenzen in den geistigen Auseinandersetzungen seiner Epoche den Weg.
Im Rahmen der bis hin zur Zensur reichenden Kritik an der arabischen Philosophie durch Kleriker in Frankreich und Spanien im 13. und 14. Jahrhundert kam es zum Teil zu Verwechslungen von Al-Ghazālī und Avicenna.

### Aussagen zum Sufismus
In seiner intellektuellen Autobiographie al-Munqiḏ min aḍ-ḍalāl („Der Erretter aus dem Irrtum“), die er zwischen 1106 und 1109 abfasste, machte al-Ghazālī deutlich, dass er nach seiner jahrzehntelangen Auseinandersetzung mit den verschiedenen religiösen Wissenschaften den Sufismus als das religiöse System betrachtete, das den größten Heilsnutzen verspricht. So schrieb er hier:

„Ich wusste mit Gewissheit, dass die Ṣūfī diejenigen sind, die auf dem Wege des erhabenen Gottes voranschreiten, besonders weil ihre Lebensweise die beste aller Lebensweisen, ihr Weg der richtigste aller Wege und ihre Gesinnung die reinste aller Gesinnungen ist. Ja sogar, wenn man die Vernunft aller Vernünftigen, die Weisheit aller Weisen und das Wissen der Gelehrten, denen sich die Geheimnisse der Offenbarung erschlossen haben, in sich vereinigte, um auch nur etwas von der Lebensweise und der Gesinnung der Ṣūfī zu verändern und durch etwas Besseres zu ersetzen, so würde ihnen dieses nicht gelingen. Denn alle ihre Bewegungen und Ruhehaltungen, in ihrem Äußeren wie auch im Inneren, sind der Lichtnische der Prophetie entnommen. Hinter diesem Lichte der Prophetie gibt es kein anderes Licht auf Erden, von dem Erleuchtung erlangt werden kann.“

Durch Aussagen wie diese trug Ghazali maßgeblich zur allgemeinen Anerkennung des Sufismus im Islam bei. Ghazali gab auch dem Dschihad durch die Neuinterpretation eines Koranverses (4, 95) eine neue, zusätzliche Bedeutung: Nicht nur der Kampf auf dem Schlachtfeld sei Dschihad, sondern auch der Kampf gegen das eigene niedere Ich (an-nafs al-ammara).

### Unterscheidung zwischen diesseitigen und jenseitigen Dingen
Nach al-Ghazālī gehört alles, was nicht für Gott ist, zum Diesseits. Umgekehrt gehört das, was für Gott ist, zum Jenseits. Zur Beantwortung der Frage, welche Dinge nun „für Gott“ und welche „nicht für Gott“ sind, gibt er die Erklärung, dass sich alle Dinge in drei Gruppen einteilen lassen:
1. Bei der ersten Gruppe ist es undenkbar, dass sie für Gott sind. Zu ihr gehören die Dinge, die man Sünden nennt, das Verbotene und die mannigfaltigen erlaubten Genüsse. Sie sind das pure verwerfliche Diesseits in Form und Wesen.
2. Die Dinge der zweiten Gruppe sind der Form nach für Gott, doch können auch für anderes als Gott eingesetzt werden. Dazu gehören das Denken (fikr), Gedenken (Dhikr) und die Enthaltung von den Sinnesgenüssen. Wenn man diesen drei Dingen im Geheimen nachgehe und kein anderes Ziel damit verfolge, als Gottes Gebot einzuhalten und sich auf den Letzten Tag vorzubereiten, dann seien sie für Gott. Wenn  man  aber  mit dem Denken beabsichtigt, das Wissen zu suchen, um sich darin auszuzeichnen und nach der  Annahme bei den Menschen zu streben, oder wenn man mit der Enthaltung danach strebe, sein Geld zu sparen, seine Gesundheit zu schützen oder in den Ruf eines Asketen zu kommen, dann gehöre das dem Wesen nach zum Diesseits, obwohl aufgrund seiner Form der Eindruck entstehe, es sei für Gott.
3. Die Dinge der dritten Gruppe sind der Form nach für die Lust der Nafs, doch können sie dem Wesen nach für Gott sein. Hierzu gehören das Essen, der eheliche Geschlechtsverkehr (nikāḥ) und alles, was mit dem eigenen Bestehen und dem der Kinder zusammenhängt.[11]

### Aussagen zur Stellung der Frau
Al-Ghazālī hat in seiner Schrift Das Buch der Ehe (moral-)theologische Grundlagen für die Systematik des schariatischen Geschlechterverhältnisses herausgearbeitet. Demnach sei die „Heirat eine Art Sklaverei“ und „die Frau die Sklavin des Mannes (…) Deshalb hat sie ihm unbedingt und unter allen Umständen zu gehorchen (…)“. In diesem Zusammenhang zitiert er diverse Überlieferungen, denen zufolge der Prophet unter anderem gesagt haben soll, dass, sofern beim Tode ihres Ehemanns dieser mit seiner Gattin zufrieden war, ihr jenseitiges Seelenheil gesichert wäre. Ferner soll Mohammed geäußert haben, dass „[w]enn ich jemandem befehlen würde, sich vor einem anderen niederzuwerfen, so würde ich der Frau befehlen, sich vor dem Mann niederzuwerfen (…)“.

Für al-Ghazālī soll die pflichtgehorsame muslimische Frau „im Innern des Hauses bleiben und an ihrem Spinnrad sitzen (…) Mit den Nachbarn soll sie nicht viel reden und nur in dringenden Angelegenheiten sie besuchen. Sie soll stets ihren Mann im Sinne haben, mag er gegenwärtig oder abwesend sein (…) Sie soll das Haus nicht verlassen, außer mit seiner Erlaubnis, und wenn sie ausgeht, sich in abgetragene Kleider hüllen und wenig begangene Wege wählen, die Hauptstraßen und Märkte dagegen vermeiden. (…) Auch soll sie bei sich auf peinliche Sauberkeit achten und in jeder Hinsicht stets so beschaffen sein, daß der Mann sie genießen kann, wenn er will. (…)“.

## Rezeption

### Lateinische Tradition
Al-Ghazālīs 1094 verfasste Maqasid al-falasifa (Die Absichten der Philosophen), das Grundbegriffe der Logik, Metaphysik, Theologie und Physik darstellt und eine Aufbereitung von Ibn Sinas Dānishnāma-e Alā'ī darstellt, wurde in der  frühen Schule von Toledo in der ersten Hälfte des 12. Jahrhunderts wohl von Dominicus Gundisalvi ins Lateinische übersetzt und kursierte u. a. unter dem Titel Liber Algazelis de summa theoreticae philosophiae. Die lateinischen Leser wussten anfangs nicht um diesen Werkstatus und hielten das Buch irrig für eine Darlegung von al-Ghazālīs Lehren – Ursache für eine Hochschätzung des Letzteren unter Theoretikern, die mit Methoden und Lehren in der Traditionslinie von al-Farabi und Ibn Sina sympathisieren. Die falsche Zuschreibung dieser Schrift hat das Verständnis des Denkens al-Ghazālīs bis in die Neuzeit nachhaltig erschwert.
Ghazālīs Tahafut al-falasifa (Inkohärenz der Philosophen), von Averroes in dessen Widerlegung (Tahafut al-tahafut) wörtlich wiedergegeben, wurde im Westen unter dem Titel Destructio philosophorum bekannt, nachdem der jüdische Übersetzer Kalonymus ben Kalonymus ben Meïr den Tahafut at-tahafut 1328 aus dem Arabischen ins Lateinische übersetzt hatte. Diese Übersetzung wurde mit einem Kommentar von Agostino Nifo 1497 in Venedig erstmals gedruckt (Nachdrucke in Lyon 1517, 1529, 1542). Ein anderer Übersetzer, Calonymos ben David ben Todros, erstellte zwischen 1318 und 1328 auch eine vollständigere Übertragung des Tahafut at-tahafut aus dem Arabischen ins Hebräische (Happalat ha-Happalah), und diese hebräische Übersetzung wurde später von Calo Calonymos ins Lateinische übersetzt und 1527 in Venedig gedruckt (Nachdrucke 1550, 1560, 1573).
Die harsche Beurteilung der Philosophie durch Ghazālī – er beurteilt am Ende der Widerlegung der Philosophen diese sogar als Ungläubige – war jahrhundertelang im lateinischen Westen so nicht präsent, u. a. wegen der vorherrschenden Rezeption von Ghazālīs Darstellung der philosophischen Lehren, aber nicht des diese beurteilenden Werks bzw. Werkteils. Eine wichtige Wende brachte 1842 die überhaupt für die Forschung zu Ghazālī wegweisende Studie Schmölders'.

## Schriften
Autobiographie
- al-Munqiḏ min aḍ-ḍalāl – deutsch Der Erretter aus dem Irrtum, aus dem Arabischen übersetzt, mit einer Einleitung, mit Anmerkungen und Indices hrsg. von ʿAbd-Elṣamad ʿAbd-Elḥamīd Elschazlī, Meiner, Hamburg 1988 (= Philosophische Bibliothek, 389), ISBN 3-7873-0681-1. Digitalisat (Teilansicht)

Dogmatik
- al-Iqtiṣād fī al-iʿtiqād („Das rechte Maß in der Glaubenslehre“). Hourani datiert das Werk auf die erste Hälfte des Jahres 1095.[18] Es wurde von İbrahim Agâh Çubukçu und Hüseyin Atay 1962 in Ankara ediert ( PDF).
- 1097 – ar-Risāla al-Qudsiyya (Der Brief aus Jerusalem)
- Kitāb al-arbaʿīn fī uṣūl ad-dīn (Vierzig Kapitel über die Prinzipien der Religion)
- ad-Durra al-fāḫira fī kašf ʿulūm al-āḫira – deutsch Die kostbare Perle im Wissen des Jenseits, aus dem Arabischen übersetzt von Mohamed Brugsch, Lafaire, Hannover 1924 (Digitalisat), Nachdruck GMSG, Köln 2002, ISBN 3-937297-06-5; überarbeitete Fassung Spohr Verlag, Kandern 2003, ISBN 3-927606-47-2
- Aiyuhā al-walad – deutsch O Kind!, arabischer Text mit Übersetzung von Muhammad Harun Riedinger, Edition Minarett, Braunschweig 2002, ISBN 3-9808396-0-5
- Faiṣal at-tafriqa bayn al-Islām wa-az-Zandaqa – deutsch Das Kriterium der Unterscheidung zwischen Islam und Gottlosigkeit, eingeleitet, übersetzt und mit Erläuterungen versehen von Frank Griffel, Spur Verlag, Zürich 1998, ISBN 3-9520127-8-5
- Faḍāʾiḥ al-Bāṭiniyya – deutsch Streitschrift gegen die Batinijja-Sekte, kommentiert von Ignaz Goldziher, Nachdruck Brill, Leiden 1956 (= Veröffentlichungen der De Goeje-Stiftung, 3)
- Zweifelhaft: ar-Radd al-ğamīl ʿalā an-niṣārā al-Inğīl – daraus deutsch Wider die Gottheit  Jesu, übersetzt von Franz Elmar Wilms, Brill, Leiden 1966

Ethik
- 1095 – Mīzān al-ʿamal – deutsch Das Kriterium des Handelns, aus dem Arabischen übersetzt, mit einer Einleitung, mit Anmerkungen und Indices hrsg. von ʿAbd-Elṣamad ʿAbd-Elḥamīd Elschazlī, Wissenschaftliche Buchgesellschaft, Darmstadt 2006, ISBN 978-3-534-19039-3
- 1096-97 – Iḥyāʾ ʿulūm ad-dīn („Die Wiederbelebung der Wissenschaften von der (islamischen) Religion“).[Anmerkung 1] Dār Ibn Ḥazm, Beirut, 2005 (archive.org – Deutsche Teilübersetzungen daraus), Buch 12: Das Buch der Ehe, übersetzt und kommentiert von Hans Bauer, in überarbeiteter Form neu hrsg. von Salim Spohr, Spohr Verlag, Kandern 2005, ISBN 3-927606-48-0; Bücher 31–36: Lehre von den Stufen zur Gottesliebe, eingeleitet, übersetzt und kommentiert von Richard Gramlich, Steiner, Wiesbaden / Stuttgart 1984 (= Freiburger Islamstudien, 10), ISBN 3-515-03765-9 (Digitalisat bei MENAdoc, UB Halle) – Islamische Ethik, nach den Originalquellen übersetzt und erläutert von Hans Bauer, Niemeyer, Halle 1916, 2. Nachdr. Olms, Hildesheim 2000, ISBN 3-487-05956-8
- al-'Imlâ' `alâ mushkil al-'Iḥyâ', kritische Ausgabe Abdelmoula Hagil, Beyrouth, Dâr al-ktub al-`ilmiyya, 1441/2020, ISBN 978-2-7451-9198-4.
- Kīmiyāʾ as-saʿada – deutsch Das Elixier der Glückseligkeit, aus dem Persischen und Arabischen übertragen von Hellmut Ritter, mit einem Vorwort von Annemarie Schimmel, Diederichs, München 1998 (= Diederichs Gelbe Reihe. 23). ISBN 3-424-01456-7; Lizenzausgabe Hugendubel-Verlag, Kreuzlingen/München 2004, ISBN 3-9808396-1-3
- Miškāt al-anwār – deutsch Die Nische der Lichter, aus dem Arabischen übersetzt, mit einer Einleitung, mit Anmerkungen und Indices hrsg. von Abd-Elsamad Abd-Elhamid Elschazli, Meiner, Hamburg 1987 (= Philosophische Bibliothek. Band 390), ISBN 3-7873-0683-8.
- Minhāğ al-ʿābidīn – deutsch Der Pfad der Gottesdiener, übersetzt und erläutert von Ernst Bannerth, Verlag O. Müller, Salzburg 1964 (= Wort und Antwort. Band 33).

Philosophie und Logik
- 1094 – Maqāṣid al-falāsifa (Die Absichten der Philosophen), Darstellung bzw. Übertragung aus dem Persischen der Philosophie von Avicenna (Dāneschnāme-ye ‘Alā’ī, deutsch: Buch des Wissens)[19]
- 1095 – Tahāfut al-falāsifa (Die Inkohärenz der Philosophen)
- 1095 – Miʿyār al-ʿilm (Das Standardmaß des Wissens)
- 1096-96 – al-Qisṭās al-mustaqīm (Die gerechte Balance)
- 1095 Miḥakk al-naẓar fī l-manṭiq (Der Prüfstein des Beweises in der Logik)

Rechtswissenschaft
- al-Manḫūl min taʿlīqāt al-uṣūl („Das aus den Kommentaren zu den Usūl al-fiqh Gesiebte“). Das Werk wurde von M. Hītū 1980 in Damaskus ediert (archive.org). Nach Tādsch ad-Dīn as-Subkī hat al-Ghazālī dieses Werk noch zu Lebzeiten seines Lehrers al-Dschuwainī, also vor 1085, abgefasst.[20] Das letzte Kapitel stellt eine Zusammenfassung von al-Dschuwainīs Schrift Muġīṯ al-ḫalq dar.[21]
- Al-Waǧīz fī fiqh al-imām aš-Šāfiʿī, kurze Abhandlung zum schafiitischen Fiqh, die für den Lehrbetrieb gedacht war und in einer Handschrift auf das Jahr 495 d.H. (= 1101 n. Chr.) datiert wird.[22] ʿAbd al-Karīm ibn Muhammad ar-Rāfiʿī (gest. 1226) verfasste zu diesem Werk mehrere Kommentare. Der große Kommentar mit dem Titel Fatḥ al-ʿazīz bi-šarḥ al-Waǧīz nimmt in der modernen Druckausgabe (Dār al-Kutub al-ʿilmīya, Beirut 1997) insgesamt 13 Bände ein.[23]
- al-Mustaṣfā fī ʿilm uṣūl al-fiqh („Das Ausgewählte in der Wissenschaft von den Grundlagen des Verstehens“), systematische Abhandlung zu den Usūl al-fiqh, abgefasst 1109 in Nischapur.